# Sertum Austro-Caledonicum
Sertum Austro-Caledonicum (abreviado Sert. Austro-Caledon.) es un libro con ilustraciones y descripciones botánicas que fue escrito por el botánico y médico francés Jacques Julien Houtton de La Billardière y publicado en 2 volúmenes en París en los años 1824-1825.